# Домброва (Замойський повіт)
Домброва (пол. Dąbrowa) — село в Польщі, у гміні Лабуне Замойського повіту Люблінського воєводства.
Населення — 60 осіб (2011).
У 1975-1998 роках село належало до Замойського воєводства.

## Демографія
Демографічна структура станом на 31 березня 2011 року:
|          | Загалом | Допрацездатний вік | Працездатний вік | Постпрацездатний вік |
| -------- | ------- | ------------------ | ---------------- | -------------------- |
| Чоловіки | 27      | 7                  | 19               | 1                    |
| Жінки    | 33      | 7                  | 19               | 7                    |
| Разом    | 60      | 14                 | 38               | 8                    |